# سیارک ۱۸۷۸۹
سیارک ۱۸۷۸۹ (به انگلیسی: 18789 Metzger، نامگذاری:1999JV56) هجده هزار و هفتصد و هشتاد و نهمین سیارک کشف شده‌است که در ۱۰ مه ۱۹۹۹ کشف شد.
قدر مطلق سیارک برابر ۱۲.۹ است.